# 多治比水守
多治比 水守（たじひ の みずもり）は、飛鳥時代から奈良時代にかけての貴族。左大臣・多治比嶋の子。官位は従四位下・宮内卿。

## 経歴
大宝2年（702年）尾張守を務めていた際に、文武天皇の行幸があり、封戸10戸を与えられた（このときの位階は従五位下）。その後も尾張守（再任）・河内守・近江守と文武朝から元明朝にかけて地方官を歴任し、和銅2年（709年）には従四位下に至っている。また、同年9月に藤原房前による東海・東山道の行政監察が行われた際、国司としての統治の功績を賞されて田10町・穀200斛・衣1襲を与えられている。
和銅3年（710年）宮内卿に任じられ京官に遷るが、翌和銅4年（711年）4月15日卒去。最終官位は宮内卿従四位下。

## 官歴
『続日本紀』による。
- 大宝2年（702年）以前：従五位下、尾張守
- 大宝3年（703年） 7月5日：尾張守
- 時期不詳：正五位下
- 慶雲4年（707年） 5月8日：河内守
- 和銅元年（708年） 3月13日：近江守
- 和銅2年（709年） 正月9日：従四位下
- 和銅3年（710年） 4月23日：宮内卿
- 和銅4年（711年） 4月15日：卒去（宮内卿従四位下）